# Fear of God
Fear of God (ook vaak afgekort tot F.O.G.) was een invloedrijke grindcoreband uit Zwitserland. De band heeft een cultstatus onder fans en is een belangrijke medegrondlegger van het genre.

## Biografie
Fear of God bestond van 1987 tot en met 1988. De band werd opgericht door onder anderen zanger Erich Keller en gitarist Reto 'Tschösi' Kühne van de thrashgroep Messiah. De eerste officiële geluidsdrager (behalve de cassettes) was een single die verscheen onder de eigen bandnaam zonder titel. Deze Fear of God-single bevatte 21 furieuze en zware grindcorecomposities met linksgeoriënteerde teksten. Gedurende hun korte bestaan maakte de band vele opnamen, die later op diverse formaten vinyl en ook cd zouden verschijnen. De bekendste (en populairste) werken zijn naast de debuutsingle de lp As Statues Fell en de single Pneumatic Slaughter.
De band werd in 2002 heropgericht doch bestond niet lang. In 2003 werd de cd Zeistgeist uitgebracht met daarop 100 nummers uit de periode 1987-1988.
De Zwitserse Fear of God dient niet te worden verward met andere bands met dezelfde naam. Er bestond in de jaren negentig ook een band Fear of God met zangeres Dawn Crosby in Los Angeles welke thrashmetal speelden. Tevens was er begin jaren tachtig een hardcorepunkband onder dezelfde naam actief in Baltimore.

## Bandleden door de jaren
- Erich Keller - zang
- Reto Kühne - gitaar
- Franz Oswald - drums
- Dave Phillips – Basgitaar & zang
- Hervé Geuggis - gitaar
- Gilles Geuggis - gitaar
- Massimo - basgitaar
- Franz Oswald - drums

## Discografie

### Cd's
- The End of Fear of God - eerbetoonalbum, 2004
- Zeitgeist - 2003
- Dave Phillips: The Hermeneutics of Fear of God - 2003
- Fear of God (1st) - 2003
- Fear of God - 2001
- I'm Positive - 1997
- Blazing Swiss Noise - 1988
- At Speedairplay/LoRa - 1988

### Lp's
- Zeitgeist - Dubbel-lp, 2003
- Grind Masters - lp
- As Statues Fell - 12"-lp, heruitgave, 1992
- As Statues Fell - 12"-lp, 1988

### Ep's
- Pneumatic Slaughter - 7"-ep, heruitgave, 1993
- Konserven - 7"-ep, 1992
- Pneumatic Slaughter/Live - 7"-ep, 1990
- Fear of God - 7"-ep, heruitgave, 1990
- Fear of God - 7"-ep, 1988

### Compilaties
- Nobody Listens Anymore - Compilatie-7"-ep met Youth Crew, Psycho Sin, Filthy Christians, etc., 1990
- Trapped in a Tooth Gear - Compilatie-lp, 1993

### Bootlegs
- Fear of God - 7"-ep, met 1 bonustrack ("Break the chains" van Infest), 1985
- Fear of God - Controlled By Fear - lp (live- en oefenopnames)
- Fear of God/Infest - split-7"-ep
- Fear of God/Death Noise - split-12"-ep

### Cassettes en verzamelcassettes
- Compilatietape met Napalm Death, Ripcord en T.M.P.- Live in Geislingen 1 juli 1987
- This is What Rudy Says - Eat The Rich! - Splittape met Crawl Noise - Live in Luzern en 7 minuten met Nauseademo
- Blazing Swiss Noise - Demotape, 1987
- Demo 2 - 1988
- World Under My Fingernails - Demotape 3
- Glimmer of Hope - Demotape 4
- I'm Positive - K7 (discografietape)